# Hyposidra lactiflua
Hyposidra lactiflua är en fjärilsart som beskrevs av Louis Beethoven Prout 1931. Hyposidra lactiflua ingår i släktet Hyposidra och familjen mätare. Inga underarter finns listade i Catalogue of Life.